# بيتر والترز
بيتر والترز (بالإنجليزية: Peter Walters)‏ هو شخصية أعمال بريطاني، ولد في 11 مارس 1931 في برمنغهام في المملكة المتحدة.